# Iinan
Iinan (japanska: 飯南町?, Iinan-chō) är en landskommun (köping) i Shimane prefektur i Japan. Kommunen bildades 2005 genom en sammanslagning av kommunerna Tonbara och Akagi. 